# Hřížení

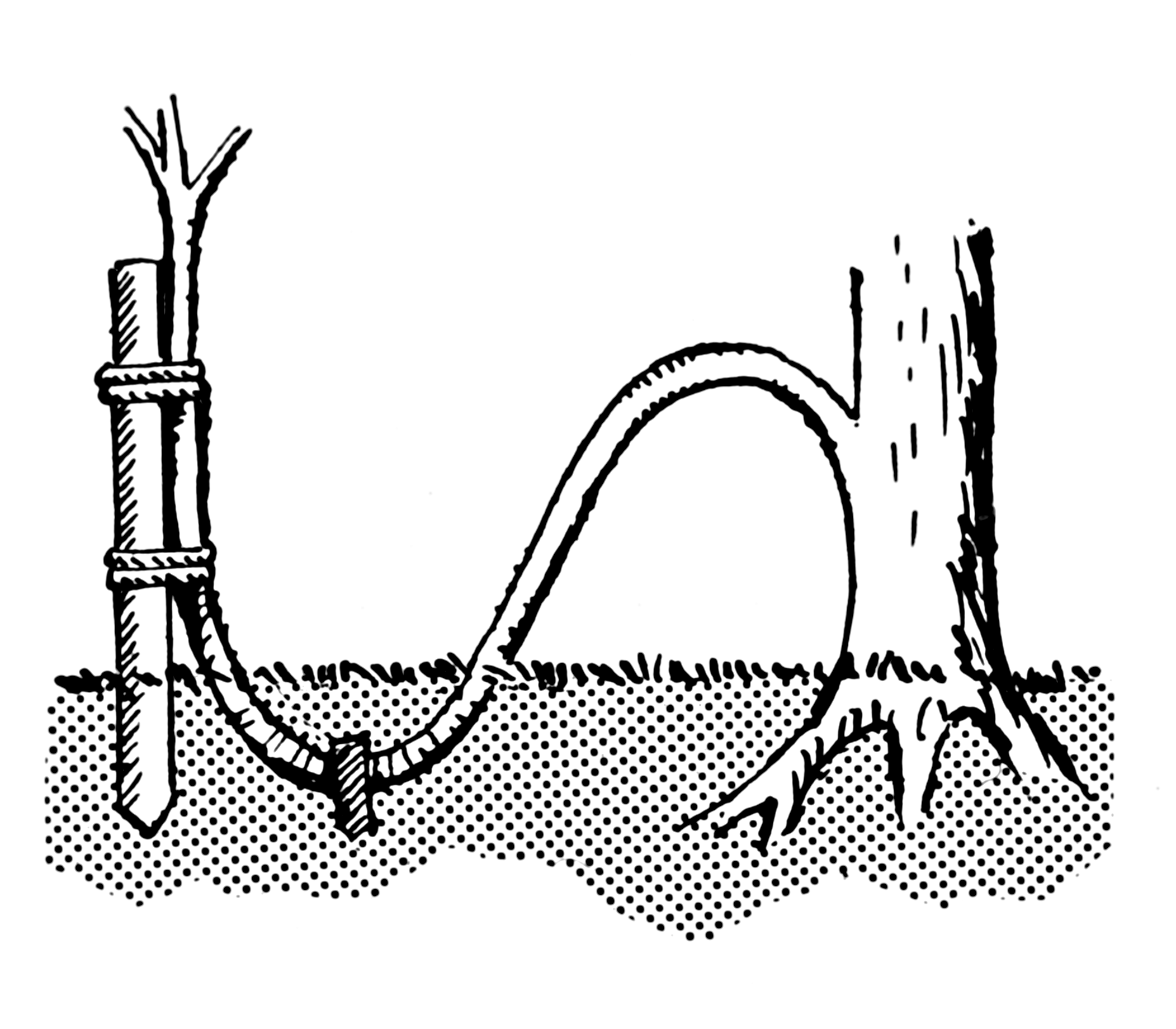
Princip hřížení

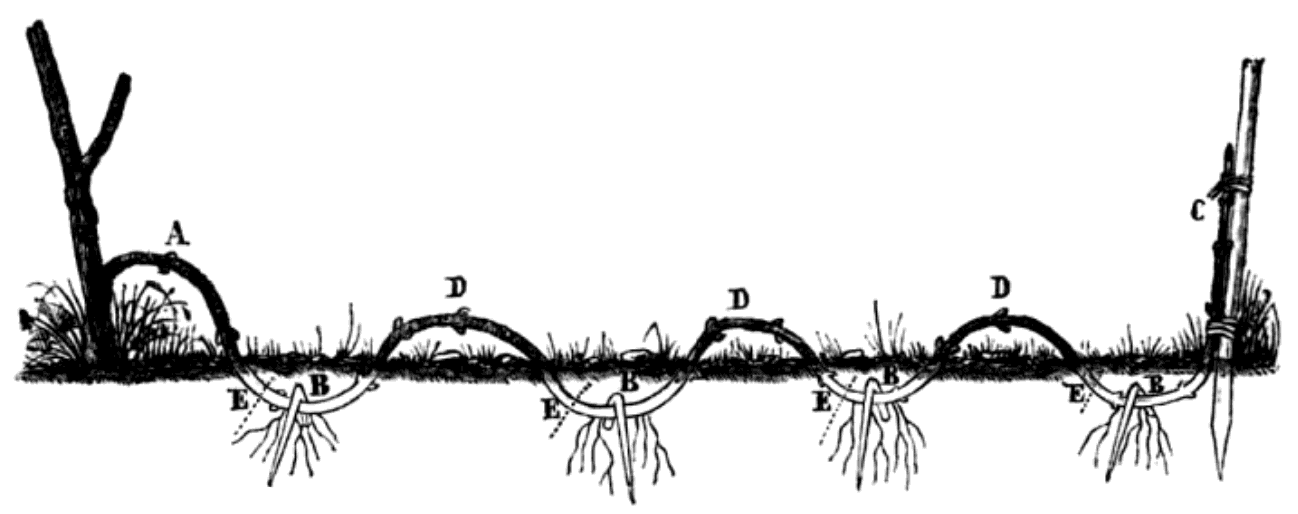
Vlnovité hřížení

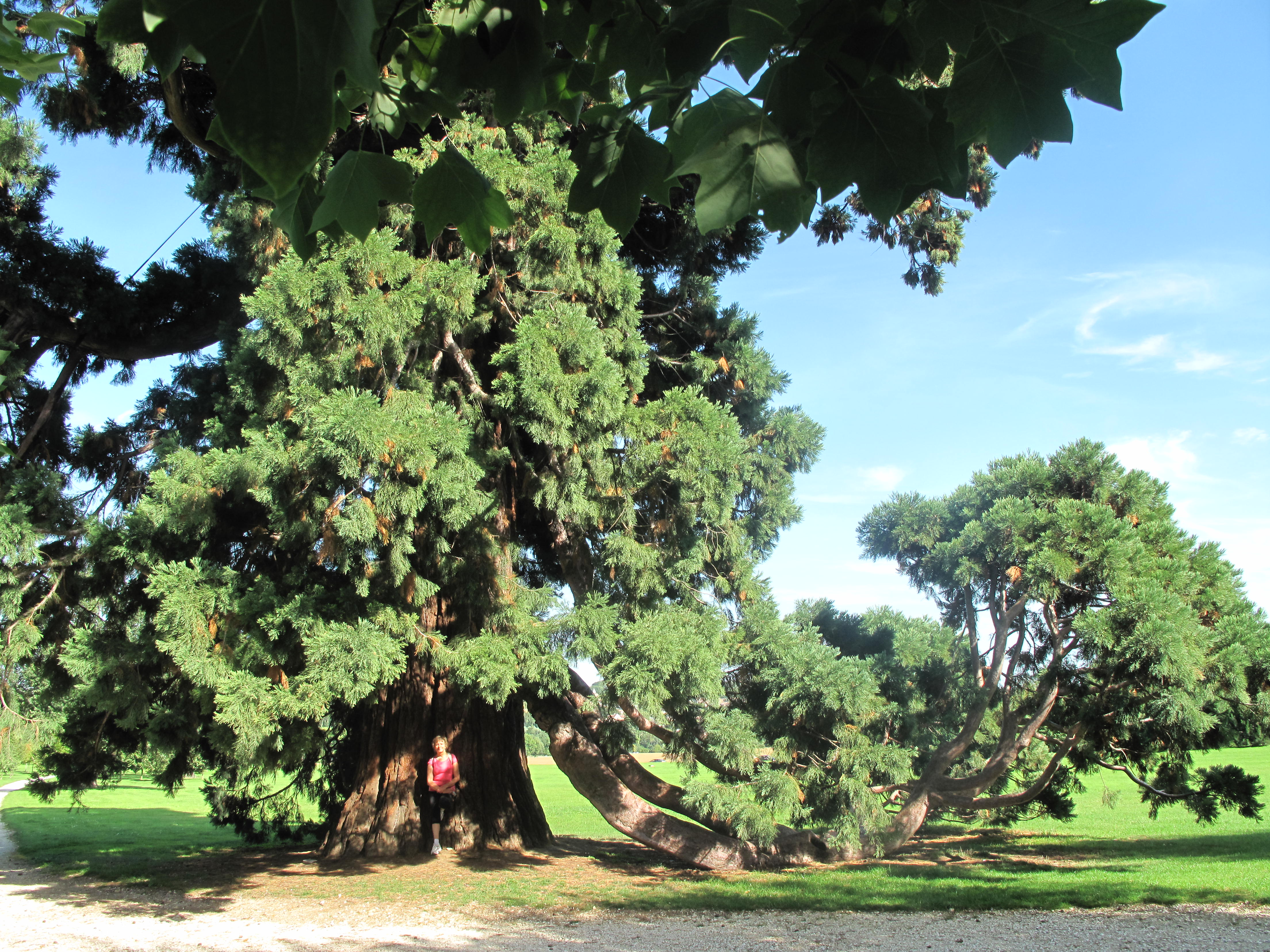
Spontánní hřížení

Hřížení je způsob vegetativního rozmnožování rostliny, při kterém vzniká nový jedinec, hříženec. Hřížení spočívá ve vložení dřevnatějícího výhonu do půdy, kde v místě styku se zeminou dojde k probuzení spícího pupenu, ze kterého vyrostou kořeny nové rostliny.
Je jedním z nejstarších způsobu rozmnožování. Jeho výhodou je poměrná spolehlivost, jednoduchost, nepoškození mateřské rostliny a plné zachování jejích vlastností i u nové rostliny. Mezi nevýhody patří pomalost při získávání většího počtu nových jedinců a proto se ve velkovýrobě používá jen ojediněle.

## Postup
Je vhodné rostlinu, kterou chceme množit, již předem připravit hlubším seříznutím a zvýšenou dávkou dusíkatého hnojiva se podpoří tvorba nových a dostatečně dlouhých výhonů.
Vlastní hřížení, obvykle prováděné na jaře, spočívá v ohnutí jednoletého výhonu mateční rostliny v co nejmenším oblouku a ponoření části výhonu do vyhloubené jamky v půdě, tam se zahrne a zapevní; někdy se v místě zasypáni nařezává u výhonu kůra. Obvykle se doporučuje, aby vrchol výhonu z půdy vyčníval nebo alespoň směřoval vzhůru. Půda nemá být příliš těžká ani vysýchavá, v suchém období je vhodná střídmá zálivka.
Až do zakořenění, což obvykle trvá půl až jeden rok, musí být výhon spojen s mateřskou rostlinou. Hříženec s jemnými kořínky se může před přesazením dopěstovat na původním místě ještě další rok.

## Modifikace
Při potřebě vyprodukovat za stejnou dobu více jedinců lze u některých druhů rostlin používat modifikovaný způsob. Princip spočívá v tom, že výhon se ponoří a upevní v půdě na několika místech (vlnovité hřížení), nebo v jednodušších případech se zahrne zeminou v celé délce. Z takto upraveného výhonu lze získat větší počet identických rostlin, ty jsou ale zpočátku slabší a musí se déle pěstovat.

## Použití
Tento vegetativní způsob rozmnožování je vhodné použít u druhů poléhavých, plazivých a popínavých, lze takto také rozmnožovat většinu keřů s dlouhými letorosty (líska, šeřík, dřín, pustoryl, růže, tavolník, zlatice, skalník, trojpuk atd.). V zahradnické praxi je efektivní u druhů a kultivarů, které se málo úspěšně množí řízkováním a jinými způsoby.
Ve volné přírodě dochází u některých dřevin ke spontánnímu hřížení, při kterém zakořeňují spodní větve přitisknuté k zemi. Děje se to hlavně ve vyšších polohách, kde dřeviny mívají více keřovitý vzrůst a jejich větve zarostlé přízemní vegetaci jsou k zemi přitlačeny sněhem (vrba, jeřáb, bříza i borovice kleč).